# Péninsule de Nemuro
La péninsule de Nemuro (根室半島, Nemuro-hantō) est une péninsule située dans l'est de l'île de Hokkaidō au Japon. Elle est bordée par la baie de Nemuro à l'ouest et par l'océan Pacifique à l'est.
À l'extrémité nord-est de cette péninsule se trouve le Cap Nosappu, le point géographique le plus oriental du Japon. Et au nord-est, s'étendent, dans l'océan Pacifique, les îles Habomai, sous administration russe, mais réclamées par le Japon avec les îles Etorofu, Kunashiri et Chikotan.